# Silvia Manrique Pérez
Silvia Manrique Pérez (Llodio, 6 de marzo de 1973) es una exjugadora española de hockey sobre hierba que ganó la Medalla de Oro en los Juegos Olímpicos de Barcelona 1992.

## Biografía
Comenzó a jugar al hockey sobre hierba en edad escolar en su ciudad natal, donde existe una gran afición a este deporte. Después, en edad juvenil, fichó por la Real Sociedad con la que consiguió 1 Liga y 1 Copa de la Reina. Posteriormente fichó por el Club de Campo de Madrid, con el que obtuvo 2 Ligas y 3 Copas de la Reina.
Alcanzó la internacionalidad muy pronto y el éxito con la selección le llegó igualmente con rapidez. En los Juegos Olímpicos de Barcelona 1992, España logró una Medalla de Oro en la final ante Alemania. También participó en los Juegos Olímpicos de Atlanta 1996, donde obtuvo un diploma olímpico (8.º puesto). Cerró su cosecha de éxitos con la selección con la Medalla de Plata en la Copa de Europa de Naciones de 2003 celebrada en Barcelona.
Es licenciada en Empresariales y actualmente reside en Madrid. Posee la Orden Olímpica del Comité Olímpico Español.